# Championnat de Tchécoslovaquie de football 1952
Navigation
Saison précédente Saison suivante
La saison 1952 du Championnat de Tchécoslovaquie de football est la 22e édition du championnat de première division en Tchécoslovaquie. Les quatorze meilleurs clubs du pays sont regroupés au sein d'une poule unique, où ils s'affrontent deux fois, à domicile et à l'extérieur.
C'est le club du Sparta CKD Sokolovo qui termine en tête du classement final, avec un seul point d'avance sur le triple tenant du titre, le NV Bratislava et huit sur le club d'Ingstav Teplice. C'est le 10e titre de champion de Tchécoslovaquie de l'histoire du club.

## Les clubs participants
| - Sparta CKD Sokolovo - FC Banik Ostrava - Slovena Zilina - Dukla Presov - MEZ Zidenice - Promu de II. Liga - Armaturka Usti nad Labem - Promu de II. Liga - NV Bratislava | - Vitkovicke Zelezarny - Ingstav Teplice - Dynamo Slavia Prague - Dynamo CSD Kosice - SONP Kladno - Promu de II. Liga - ATK Prague - ZVIL Plzen |

## Compétition

### Classement
Le barème utilisé pour établir le classement est le suivant :
- Victoire : 2 points
- Match nul : 1 point
- Défaite : 0 point

| Rang | Équipe                       | Pts | J  | G  | N | P  | Bp | Bc | Diff |
| ---- | ---------------------------- | --- | -- | -- | - | -- | -- | -- | ---- |
| 1    | Sparta CKD Sokolovo          | 41  | 26 | 18 | 5 | 3  | 63 | 22 | +41  |
| 2    | NV Bratislava (T)            | 40  | 26 | 18 | 4 | 4  | 59 | 25 | +34  |
| 3    | Ingstav Teplice              | 33  | 26 | 13 | 7 | 6  | 48 | 30 | +18  |
| 4    | SONP Kladno (P)              | 29  | 26 | 11 | 7 | 8  | 67 | 47 | +20  |
| 5    | Kovosmalt Trnava             | 29  | 26 | 10 | 9 | 7  | 48 | 49 | -1   |
| 6    | Dukla Presov                 | 28  | 26 | 12 | 4 | 10 | 57 | 48 | +9   |
| 7    | Slovena Zilina               | 28  | 26 | 12 | 4 | 10 | 48 | 57 | -9   |
| 8    | Dukla Prague                 | 27  | 26 | 9  | 9 | 8  | 40 | 32 | +8   |
| 9    | Vitkovicke Zelezarny         | 26  | 26 | 12 | 2 | 12 | 55 | 52 | +3   |
| 10   | FC Baník Ostrava             | 24  | 26 | 10 | 4 | 12 | 43 | 47 | -4   |
| 11   | ZVIL Plzen                   | 22  | 26 | 8  | 6 | 12 | 42 | 62 | -20  |
| 12   | Dynamo CSD Kosice            | 16  | 26 | 6  | 4 | 16 | 43 | 63 | -20  |
| 13   | Armaturka Ústí nad Labem (P) | 13  | 26 | 4  | 5 | 17 | 38 | 71 | -33  |
| 14   | MEZ Zidenice (P)             | 8   | 26 | 2  | 4 | 20 | 25 | 71 | -46  |

|  | Champion de Tchécoslovaquie 1952                     |
|  | (T) Tenant du titre (P) : Promu de deuxième division |

## Bilan de la saison
| Championnat de Tchécoslovaquie de football 1952 |                                 |
| Champion                                        | Sparta CKD Sokolovo (10e titre) |
| Coupes et trophées                              |                                 |
| Vainqueur de la Coupe de Tchécoslovaquie 1952   | Non disputée                    |
| Qualifications continentales                    |                                 |
| Promotions et relégations                       |                                 |
| Promus en I. Liga                               | Aucun                           |
| Relégués en II. Liga                            | Aucun                           |